# Сичкарёва, Александра Григорьевна
Александра Григорьевна Сичкарёва (укр. Олександра Григорівна Січкарьова; 17 декабря 1923, село Волоконовка, Валуйский уезд Воронежской губернии — 4 июня 2019) — украинская советская деятельница сельского хозяйства, бригадир полеводческой бригады свёклосовхоза «Фёдоровский» Великобурлукского района Харьковской области. Герой Социалистического Труда (30.04.1948). Депутат Верховного Совета УССР 4-го созыва. Первая женщина — почётный гражданин Великобурлуцкого района.

## Биография
Родилась 17 декабря 1923 года в селе Волоконовка Валуйского уезда Воронежской губернии в семье крестьянина-бедняка, по национальности русская. Получила начальное образование. Трудовую деятельность начала в 1940 году работницей Волоконовского кирпичного завода. Затем работала работницей свёклосовхоза «Фёдоровский», главная усадьба которого находилась в посёлке Фёдоровка Великобурлукского района Харьковской области.
С 1943 года работала звеньевой в совхозе, в 1945 году за её звеном было закреплено 8 гектаров земли. Весной 1946 года члены звена равномерно подкормили эту землю органикой из расчёта 20 т на гектар, а затем провели вспашку на глубину 21-23 см. Для задержания влаги в земле боронование было произведено не только вдоль, но и поперёк. В течение лета земля продолжала возделываться, велась борьба с сорняками. Осенью, после очередного боронования, земля была засеяна пшеницей сорта «Гостианум 237» из расчёта 144 кг на гектар. Зимой проводились работы по снегозадержанию и вносились органические удобрения на подмёрзшую почву. Весной, после того как сошёл снег, землю сначала глубоко забороновали, а в начале мая рабочие звена провели прополку. Благодаря всем этим работам был обеспечен буйный рост пшеницы. Перед началом жатвы прошёл сильный ливень, в результате которого много пшеницы было перекручено, в результате чего сбор урожая усложнился. Лишь с пяти гектаров пшеницу собирали комбайном, с двух гектаров пришлось собирать с помощью лобогрейки, а с одного вообще серпами. Всего в 1947 году звено Сичкарёвой собрало 34.1 центнера озимой пшеницы с гектара на общей площади в 8 гектаров. Краевед Клавдия Оковитая так отзывалась о подвиге звена Сичкарёвой: «перечень трудностей вызывает удивление, а выполнение их трудно передать словами».
За «получение высоких урожаев пшеницы, ржи и сахарной свёклы при выполнении совхозами плана сдачи государству сельскохозяйственных продуктов в 1947 году и обеспеченности семенами зерновых культур для весеннего сева 1948 года» Президиум Верховного совета СССР указом от 30 апреля 1948 года присвоил Александре Сичкарёвой звание Героя Социалистического Труда с вручением ордена Ленина и медали «Серп и Молот». Кроме неё, звание героя получили ещё семь рабочих свёклосовхоза, это были звеньевые: Мария Лоткова, Мария Чернецкая, Екатерина Шибанова и Евдокия Шевченко, а также директор Фёдор Фальберт, бригадир полевой бригады Прокофий Коленько и старший механик Трофим Скрынник.

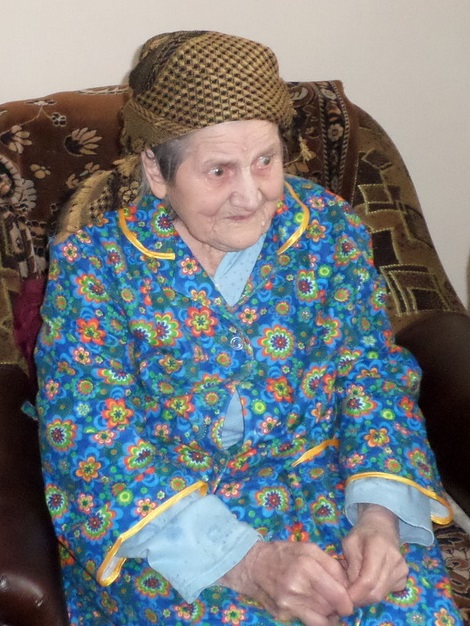
Александра Сичкарёва в 2013 году

В мае 1954 года стала бригадиром полеводческой бригады свеклосовхоза «Фёдоровский». В том же году бригада получила высокие показатели по заготовке пшеницы и сахарной свёклы, хотя погодные условия были неблагоприятными. Благодаря упорному труду и умению руководить, Александра Сичкарёва завоевала авторитет среди рабочих района. Её избрали депутатом сельского совета, а в 1955 году она была выдвинута кандидатом в депутаты в Верховный Совет УССР от 358 избирательного округа.
Александра Сичкарёва продолжала работать в свёклосовхозе после выхода на пенсию. Также, несмотря на преклонный возраст, активно участвовала в общественной жизни, занималась воспитанием молодежи, неоднократно избиралась депутатом сельского совета.
18 декабря 1998 года Александра Сичкарёва была удостоена звания почетного гражданина Великобурлукского района «за многолетний труд, в знак большого уважения к Герою Социалистического Труда». Она стала первой женщиной, которая получила это звание.
Долгое время оставалась последним Героем Социалистического Труда в районе, его руководители торжественно поздравляли Сичкарёву с её 90-летним и 95-летним юбилеями.
В родном посёлке Волоконовка, ещё при жизни Сичкарёвой, ей был установлен бюст на местной Аллее Славы.
Умерла Александра Григорьевна Сичкарёва 4 июня 2019 года.

## Награды
- Герой Социалистического Труда (30 апреля 1948)[4];
- Орден Ленина (30 апреля 1948)[4];
- медаль «Серп и Молот» (30 апреля 1948)[4];
- медаль «Ветеран труда»[5];
- медаль «50 лет Победы в Великой Отечественной войне 1941—1945 гг.»[5];
- почетный гражданин Великобурлукского района (18 декабря 1998)[9].

### Комментарии
1. ↑  Некоторые источники называют её Марией Лобановой.